# 科泰尤尔
科泰尤尔（Kottaiyur），是印度泰米尔纳德邦Sivaganga县的一个城镇。总人口10595（2001年）。

## 人口
该地2001年总人口10595人，其中男性5229人，女性5366人；0—6岁人口1042人，其中男579人，女463人；识字率74.83%，其中男性为79.21%，女性为70.56%。